# نيو هيفن (ميشيغان)
نيو هيفن (بالإنجليزية: New Haven, Michigan)‏ هي منطقة سكنية تقع في الولايات المتحدة في مقاطعة ماكومب (ميشيغان). يقدر عدد سكانها بـ 4,642 نسمة ومساحتها 6.55 كم2 و وترتفع عن سطح البحر 191 متر.

## التركيبة السكانية
قام مكتب تعداد الولايات المتحدة بتحديد بيانات التركيبة السكانية لنيو هيفن في تعداد الولايات المتحدة. في ما يلي، التركيبة السكانية حسب تعدادي 2000 و2010.

### تعداد عام 2000
بلغ عدد سكان نيو هيفن 3,071 نسمة بحسب تعداد عام 2000، وبلغ عدد الأسر 1,064 أسرة وعدد العائلات 785 عائلة مقيمة في القرية.
وتوزع التركيب العرقي للقرية بنسبة 0.72% من الأمريكيين الأصليين و 0.10% من الأمريكيين ذوي الأصول الآسيوية و 18.95% من الأمريكيين الأفارقة و 4.40% من عرقين مختلطين أو أكثر.
بلغ عدد الأسر 1,064 أسرة كانت نسبة 44.5% منها لديها أطفال تحت سن الثامنة عشر تعيش معهم، وبلغت نسبة الأزواج القاطنين مع بعضهم البعض 46.7% من أصل المجموع الكلي للأسر، ونسبة 20.2% من الأسر كان لديها معيلات من الإناث دون وجود شريك، وكانت نسبة 26.2% من غير العائلات. تألفت نسبة 20.7% من أصل جميع الأسر من أفراد ونسبة 5.5% كانوا يعيش معهم شخص وحيد يبلغ من العمر 65 عاماً فما فوق. وبلغ متوسط حجم الأسرة المعيشية 3.24، أما متوسط حجم العائلات فبلغ 2.84.
بلغ العمر الوسطي للسكان 30 عاماً. وكانت نسبة 10.1% بين الثامنة عشر والأربعة وعشرون عاماً، ونسبة 33.7% كانت واقعةً في الفئة العمرية ما بين الخامسة والعشرون حتى والأربعة وأربعون عاماً، ونسبة 17.7% كانت ما بين الخامسة والأربعون حتى الرابعة والستون، ونسبة 6.2% كانت ضمن فئة الخامسة والستون عاماً فما فوق. يوجد لكل 100 أنثى 97.5 ذكر، ويوجد لكل 100 أنثى في الثامنة عشر من عمرها فما فوق 92.9 ذكر.
بلغ متوسط دخل الأسرة في القرية 40,699 دولار، أما متوسط دخل العائلة فبلغ 45,523 دولار. وكان متوسط دخل الذكور 39,375 دولار مقابل 26,321 دولار للإناث. وسجل دخل الفرد الخاص بالقرية 16,739 دولار. وكانت نسبة 10.4% من العائلات ونسبة 14.5% من السكان تحت خط الفقر، وكان من هؤلاء نسبة 15.6% تحت سن الثامنة عشر ونسبة 14.8% في الخامسة والستين من العمر وما فوق.

### تعداد عام 2010
بلغ عدد سكان نيو هيفن 4,642 نسمة بحسب تعداد عام 2010، وبلغ عدد الأسر 1,552 أسرة وعدد العائلات 1,160 عائلة مقيمة في القرية. في حين سجلت الكثافة السكانية 1,834.8 نسمة لكل ميل مربع (708.4/كم2). وبلغ عدد الوحدات السكنية 1,695 وحدة بمتوسط كثافة قدره 670.0 لكل ميل مربع (258.7/كم2).
وتوزع التركيب العرقي للقرية بنسبة 76.3% من البيض و 0.5% من الأمريكيين الأصليين و 0.5% من الأمريكيين ذوي الأصول الآسيوية و 0.1% من سكان جزر المحيط الهادئ و 16.9% من الأمريكيين الأفارقة و 4.5% من عرقين مختلطين أو أكثر.
بلغ عدد الأسر 1,552 أسرة كانت نسبة 49.4% منها لديها أطفال تحت سن الثامنة عشر تعيش معهم، وبلغت نسبة الأزواج القاطنين مع بعضهم البعض 48.8% من أصل المجموع الكلي للأسر، ونسبة 19.7% من الأسر كان لديها معيلات من الإناث دون وجود شريك، بينما كانت نسبة 6.3% من الأسر لديها معيلون من الذكور دون وجود شريكة وكانت نسبة 25.3% من غير العائلات. تألفت نسبة 19.6% من أصل جميع الأسر من أفراد ونسبة 4.7% كانوا يعيش معهم شخص وحيد يبلغ من العمر 65 عاماً فما فوق. وبلغ متوسط حجم الأسرة المعيشية 3.40، أما متوسط حجم العائلات فبلغ 2.96.
بلغ العمر الوسطي للسكان 31.1 عاماً. وكانت نسبة 33% من القاطنين تحت سن الثامنة عشر، وكانت نسبة 7.9% بين الثامنة عشر والأربعة وعشرون عاماً، ونسبة 32.4% كانت واقعةً في الفئة العمرية ما بين الخامسة والعشرون حتى والأربعة وأربعون عاماً، ونسبة 20.8% كانت ما بين الخامسة والأربعون حتى الرابعة والستون، ونسبة 6% كانت ضمن فئة الخامسة والستون عاماً فما فوق. وتوزع التركيب الجنسي للسكان بنسبة 48.5% ذكور و51.5% إناث.